# 巨思媒體集團
巨思媒體集團(BNEXT MEDIA)是一家台灣的大型綜合媒體集團，由詹宏志、何飛鵬、陳素蘭於1999年成立，專注於科技、商業、管理與設計領域，旗下有《數位時代》、《經理人月刊》、《Shopping Design》等媒體平台，觸角也多方面延伸到大型年度科技展會、企業培訓課程與個人學習等領域，是台灣最具代表性的專業科技媒體集團之一。

## 歷史
在1990年代末期，台灣剛從硬體製造導向轉向網路服務與數位內容的萌芽期，詹宏志、何飛鵬等橫跨科技產業、商業與媒體出版的代表性人物，為了要拓展台灣民眾對於科技的認知，認為創建以科技、創新為主軸的專業媒體有其必要性，因此號召團隊成立巨思文化發行《數位時代》，作為台灣第一批以「數位轉型」、「科技」為主題進行深度報導的專業媒體，成功記錄了許多台灣科技崛起並走向世界的重要時刻，對於了解 PChome、無名小站、蕃薯藤等台灣早期科技服務與創業者的興衰起伏也相當重要。
《數位時代》積極報導全球科技與商業前沿，並轉化為面向台灣民眾的大眾化內容，也在非常早期就從技術層面，持續關注台積電、沛星互動科技等台灣重要的科技企業，在不斷成長與擴大的過程。過程中，巨思媒體集團累積無數的報導與訪談，無形中建立台灣科技發展史的「口述歷史資料庫」，因此也是回顧和理解台灣科技和數位產業的演進軌跡時，相當重要的資料來源。《數位時代》和PChome、《網管人》、《iThome》等媒體，並列為許多台灣科技與商業專業人士，了解科技新趨勢，尋找深度觀點的啟蒙刊物。
除了作為台灣數位科技的見證者外，巨思媒體集團也是台灣媒體中率先報導 Facebook、YouTube、iPhone 等海外科技浪潮的媒體，並積極邀請國際科技重點人物訪問台灣。例如吉米·威爾斯、Tim Draper對於台灣的科技創業者、從業者與新世代理解科技的思維有極大影響力。
2020 年，巨思媒體集團旗下的新創嘉年華活動 Meet Taipei 曾創下世界級紀錄，由於台灣的新冠病毒疫情控制較為良好，為了維持台灣科技產業經濟的正常運作和國際交流，在正確的防疫措施下，國內外依然有 532 家團隊願意實體參與展會。Meet Taipei 成為全亞洲唯一一個在疫情期間，繼續維持實體交流展示甚至擴大規模的國際創業展會，對於穩定台灣疫情期間的經濟情況，持續創造國際交流與商機，有相當重大的指標意義。

## 主要媒體平台
- 《數位時代》：1999年創立。[6][7]報導與科技、財經相關的產業趨勢、創新觀念、人物專訪、商業模式等議題。
- 《經理人月刊》：2004年創立。[7]提供職場所需的管理知識、技能與實務技巧，內容涵蓋全球觀點與在地經驗。
- 《Shopping Design》：2006年創立。[7]關注設計與生活風格、介紹具有特色與創意的品牌、人物、作品等。
- Meet Online 新創線上社群平台：長期追蹤臺灣新創公司與生態圈的公開資料庫，對於研究台灣數位商業發展史相當重要。

## 外部連結
- 官方网站